# Gunnar Volkmann
Gunnar Volkmann (* 19. Mai 1958 in Duisburg) ist ein deutscher Architekt. 1995 gründete er mit Gabriele Weis das Leipziger Architekturbüro Weis & Volkmann, heute W&V Architekten GmbH. W&V realisierte zahlreiche Bauten in Leipzig sowie Projekte in ganz Deutschland.

## Leben
Gunnar Volkmann studierte von 1978 bis 1985 Architektur an der Universität Dortmund bei Josef Paul Kleihues, Burkhard Grashorn und Stefan Polonyi, an der ETH Zürich bei Bernhard Hoesli und an der RWTH Aachen bei Gottfried Böhm.
Nach kurzer Tätigkeit im Büro Volkmann, Duisburg, arbeitete Gunnar Volkmann von 1986 bis 1989 im Büro Suter + Suter Architekten in Düsseldorf und von 1989 bis 1991 in deren Basler Büro. Im Jahr 1991 übernahm er die Büroleitung und die Prokura für das Büro in Lörrach und zog 1993 nach Leipzig, wo er auch für das dortige Büro die Büroleitung übernahm.

## Mitgliedschaften
- Konvent der Bundesstiftung Baukultur
- Architektenkammer Sachsen
- Gründungsmitglied KunstRäume Leipzig e.V. 1999
- Vorstand Förderkreis Galerie für Zeitgenössische Kunst
- Sächsische Akademie der Künste
- 2018 Berufung in den Bund Deutscher Architekten (BDA)

## Preise und Auszeichnungen (Auswahl)
(gemäß Website W&V Architekten)

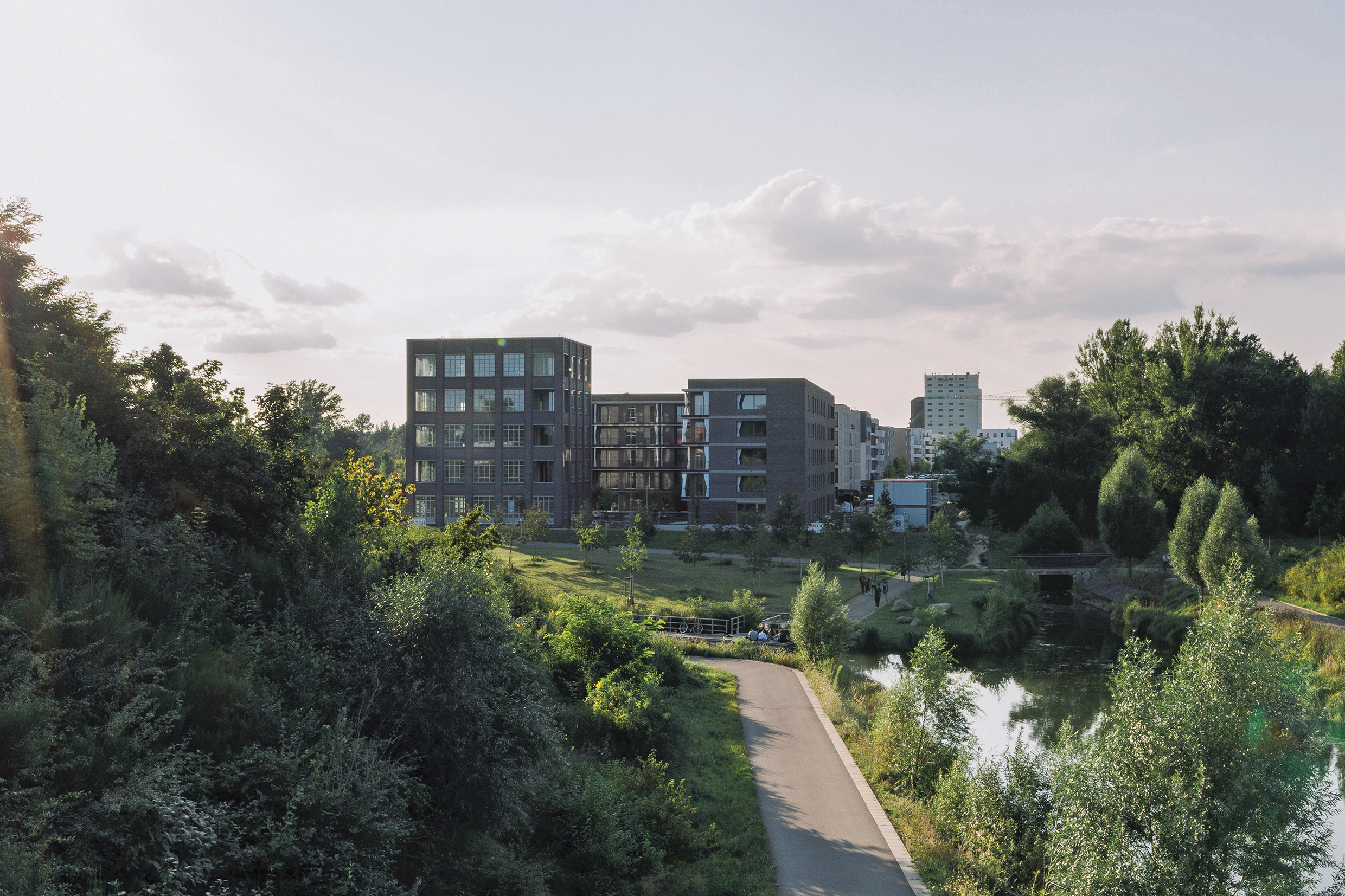
Wohnensemble Hafen Eins, Lindenauer Hafen Leipzig, 2019–21, ©Christian Rothe

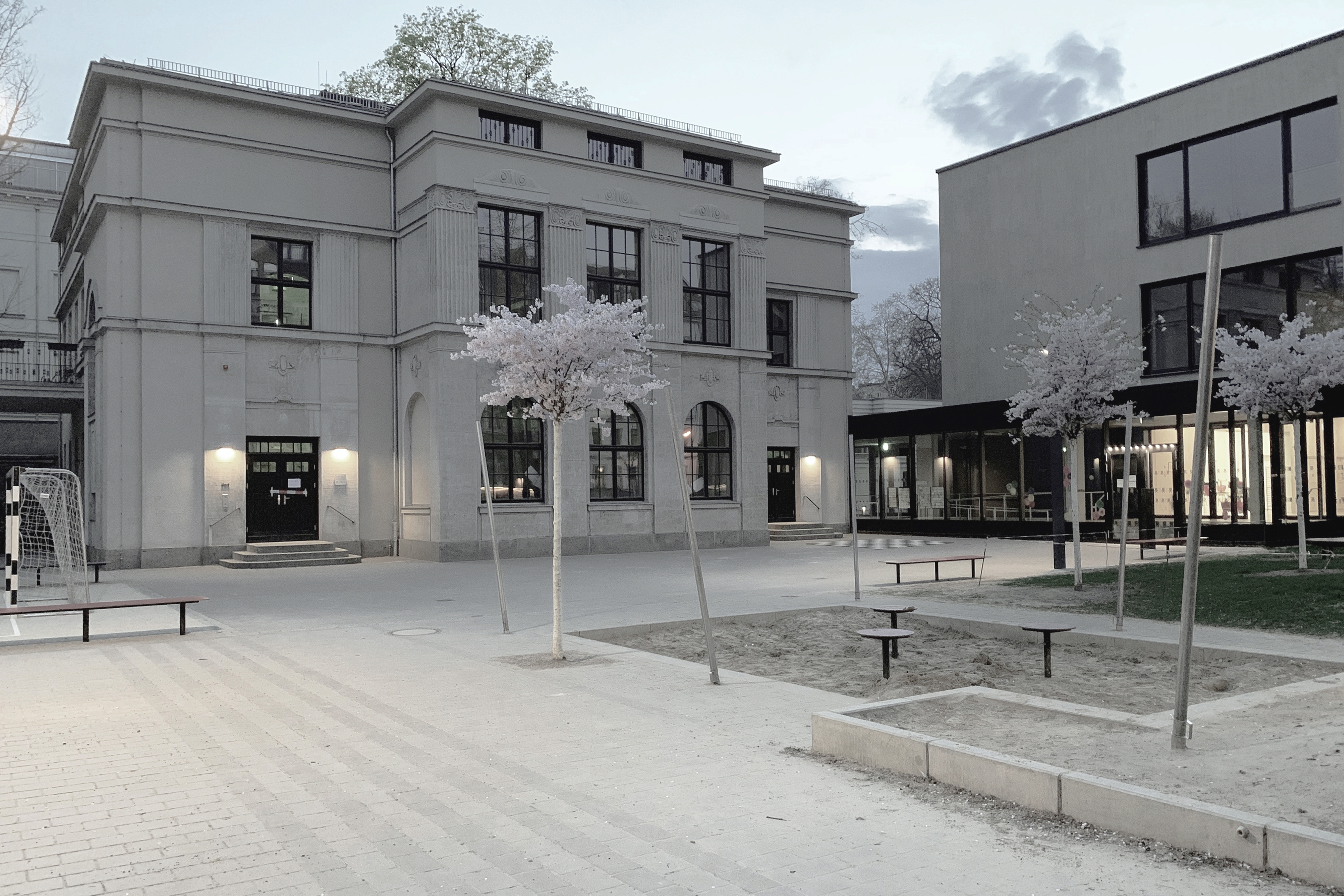
Grundschule und Hort forum thomanum Leipzig, 2015–17, ©W&V Architekten

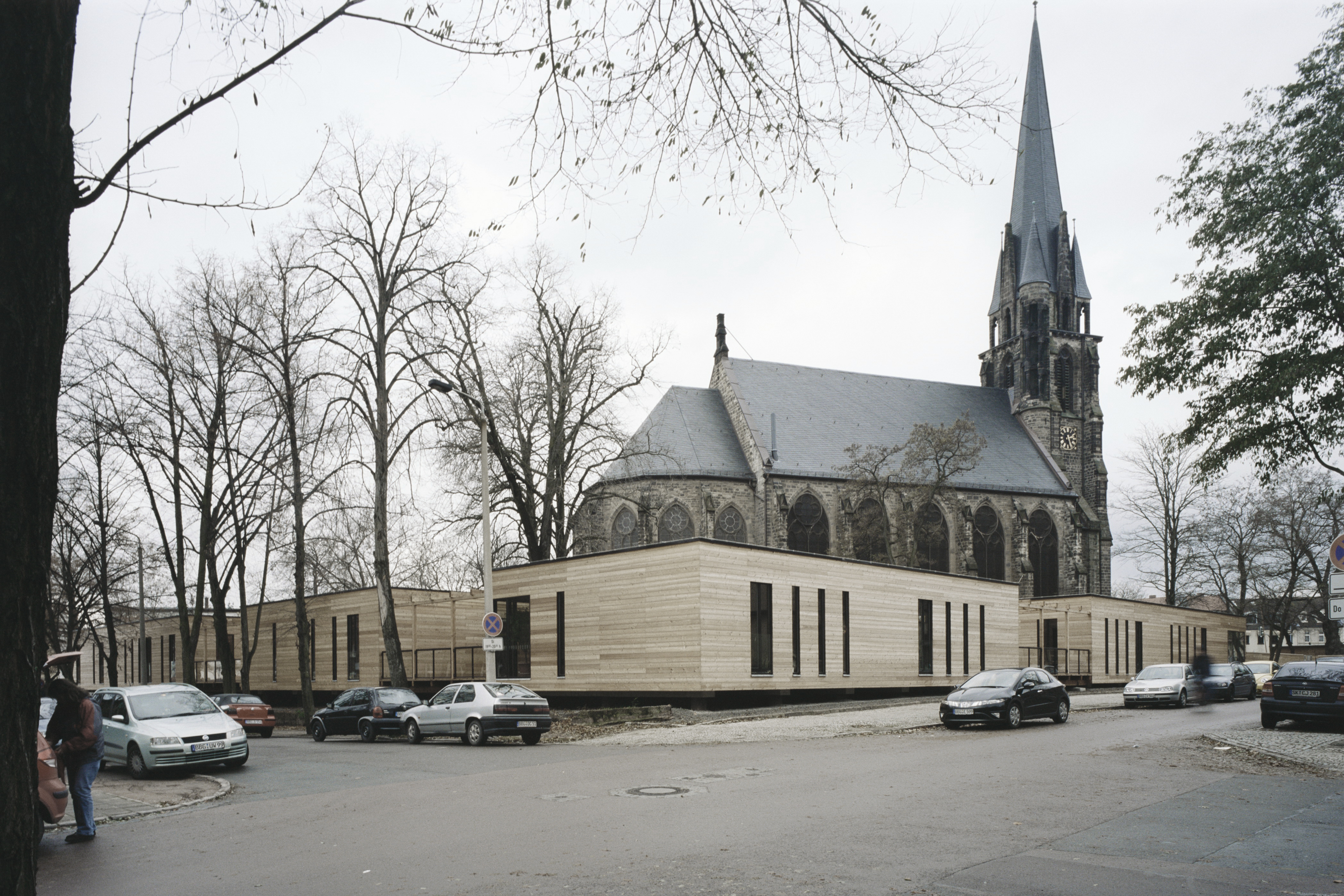
Martinszentrum Bernburg, 2006–07, ©W&V Architekten

- 2024 DAM-Preis (Nominierung), Projekt: Lindenauer Hafen Leipzig
- 2023 Erich-Mendelsohn-Award (Shortlist), Projekt: Lindenauer Hafen Leipzig
- 2022 Hieronymus-Lotter-Preis für Denkmalpflege, Projekt: Riemann-Quartier, Leipzig
- 2022 Sächsischer Staatspreis für Baukultur (Shortlist), Projekt: Theaterhaus Leipzig
- 2021 Architekturpreis des BDA Sachsen, Projekt: Lindenauer Hafen, Leipzig
- 2021 Architekturpreis der Stadt Leipzig, Projekt: Lindenauer Hafen, Leipzig
- 2021 Architekturpreis der Stadt Leipzig (Lobende Erwähnung), Projekt: Theaterhaus, Leipzig
- 2018 Baumit Life Challenge, Projekt: Grundschule, Hort forum thomanum, Leipzig
- 2018 Fritz Bender Baupreis, Projekt: Grundschule, Hort forum thomanum, Leipzig
- 2018 FIABCI Prix d’Excellence Germany, Projekt Salomonstift, Leipzig
- 2017 Architekturpreis der Stadt Leipzig, Projekt: Grundschule, Hort forum thomanum, Leipzig
- 2017 Leipziger Immobilienpreis (Auszeichnung Kategorie Denkmal), Projekt: Salomonstift, Leipzig
- 2017 Deutscher Landschaftsarchitekturpreis (Auszeichnung Kategorie Klimaanpassung und Nachhaltigkeit), Projekt: „terranova“, Bergheim
- 2012 A+U Architektur 2002-2012 in Deutschland – die 100 besten Projekte, Japan, Projekt: Martinszentrum, Bernburg
- 2010 Bundesstiftung Baukultur, Vorbildliche Bildungsbauten in Deutschland, Projekt: Martinszentrum, Bernburg
- 2009 Architekturpreis Zukunft Wohnen (Shortlist), Projekt: Sweetwater Stadthäuser, Leipzig
- 2009 Deutscher Holzbaupreis (Shortlist), Projekt: Martinszentrum, Bernburg
- 2009 Architekturpreis Zukunft Wohnen (engere Wahl) – Projekt Sweetwater, Leipzig
- 2009 Deutsches Architekturmuseum Frankfurt „Die 24 besten Bauwerke aus/in Deutschland“, Projekt: Martinszentrum, Bernburg
- 2009 Nominierung Europäischer Mies van der Rohe Preis, Projekt: Martinszentrum, Bernburg
- 2008 Hieronymus-Lotter-Preis, Projekt: Villa Thomana
- 2008 Deutscher Städtebaupreis (Lobende Erwähnung), Projekt: Sweetwater Stadthäuser, Leipzig
- 2007 Architekturpreis des Landes Sachsen-Anhalt (Auszeichnung), Projekt: Martinszentrum, Bernburg
- 2007 Architekturpreis der Stadt Leipzig (Lobende Erwähnung), Projekt: Sweetwater Stadthäuser, Leipzig
- 2006 Difa Award (Anerkennung), Projekt: Sweetwater Stadthäuser, Leipzig
- 2004 Hieronymus-Lotter-Preis (2. Preis), Projekt: villa thomana, Leipzig
- 2004 Sächsischer Staatspreis für Baukultur, Projekt: Stelzenhaus, Leipzig
- 2004 Deutscher Umbaupreis (Lobende Anerkennung), Projekt: Stelzenhaus, Leipzig
- 2004 Hieronymus-Lotter-Preis (Anerkennung), Projekt: Stelzenhaus, Leipzig
- 2003 Architekturpreis der Stadt Leipzig (Lobende Erwähnung), Projekt: Stelzenhaus, Leipzig
- 2000 Hieronymus-Lotter-Preis (Anerkennung), Projekt: Wohn- und Geschäftshaus, Hainstraße 8, Leipzig
- 1999 Architekturpreis der Stadt Leipzig, Projekt: Holzhaus, Leipzig

## Bauten und Projekte (Auswahl)
Fertiggestellte Projekte
- 2019–21: Wohnensemble Hafen Eins, Lindenauer Hafen, Leipzig
- 2018–21: Genossenschaftlicher Siedlungsbau, VLW, Kroker-| Wustmannstraße, Leipzig
- 2017–21: Genossenschaftlicher Siedlungsbau und Neubau, VLW, Otto-Adam-Straße, Leipzig
- 2015–21: Universitätsbibliothek Bibliotheca Albertina mit Schauraum Papyrus Ebers, Leipzig
- 2018–19: Evangelische Schule Robert Lansemann, Wismar
- 2017–19: Theaterhaus, Halle 7, Baumwollspinnerei, Leipzig
- 2015–18: Riemannquartier, Leipzig
- 2003–18: Kees’scher Park Markkleeberg, Masterplan Parkanlage, Kinderhospiz Bärenherz, Palmenhaus, Markkleeberg
- 2015–17: Grundschule, Hort forum thomanum, Leipzig
- 2016–17: Wohnhaus Gletschersteinstraße, Leipzig
- 2015–17: Verwaltungsgebäude MEG, Weißenfels
- 2013–15: Handelszentrum Neue Mitte, Fürth
- 2013–15: Wohnquartier Salomonstift, Leipzig
- 2008–09: Internationales Choreografiezentrum, Baumwollspinnerei, Leipzig
- 2008–10: Arsenal Wittenberg, Lutherstadt Wittenberg
- 2007–08: KiTa forum thomanum, Campus forum thomanum, Leipzig
- 2007–08: Villa thomana, Campus forum thomanum, Leipzig
- 2006–08: Ariowitschhaus/Begegnungs- und Kulturzentrum der Israelitischen Religionsgemeinde zu Leipzig
- 2006–07: Martinszentrum, Bernburg
- 2005–06: Messehofpassage, Leipzig
- 2004–05: Sweetwater Stadthäuser, Leipzig
- 2004–05: Messehaus am Markt, Leipzig
- 2001–03: Stelzenhaus, Leipzig
- 1998–99: Holzhaus, Leipzig

Aktuelle Projekte
- Konsumzentrale, Leipzig (geplante Fertigstellung 2023)
- Umbau Hallen 11 und 12 (Werkschauhalle), Baumwollspinnerei, Leipzig
- Modernisierung und Umbau des Bowlingtreffs zum neuen „Naturkundemuseum Leipzig“, Leipzig (geplante Fertigstellung 2029)

## Projektfotos (Auswahl)

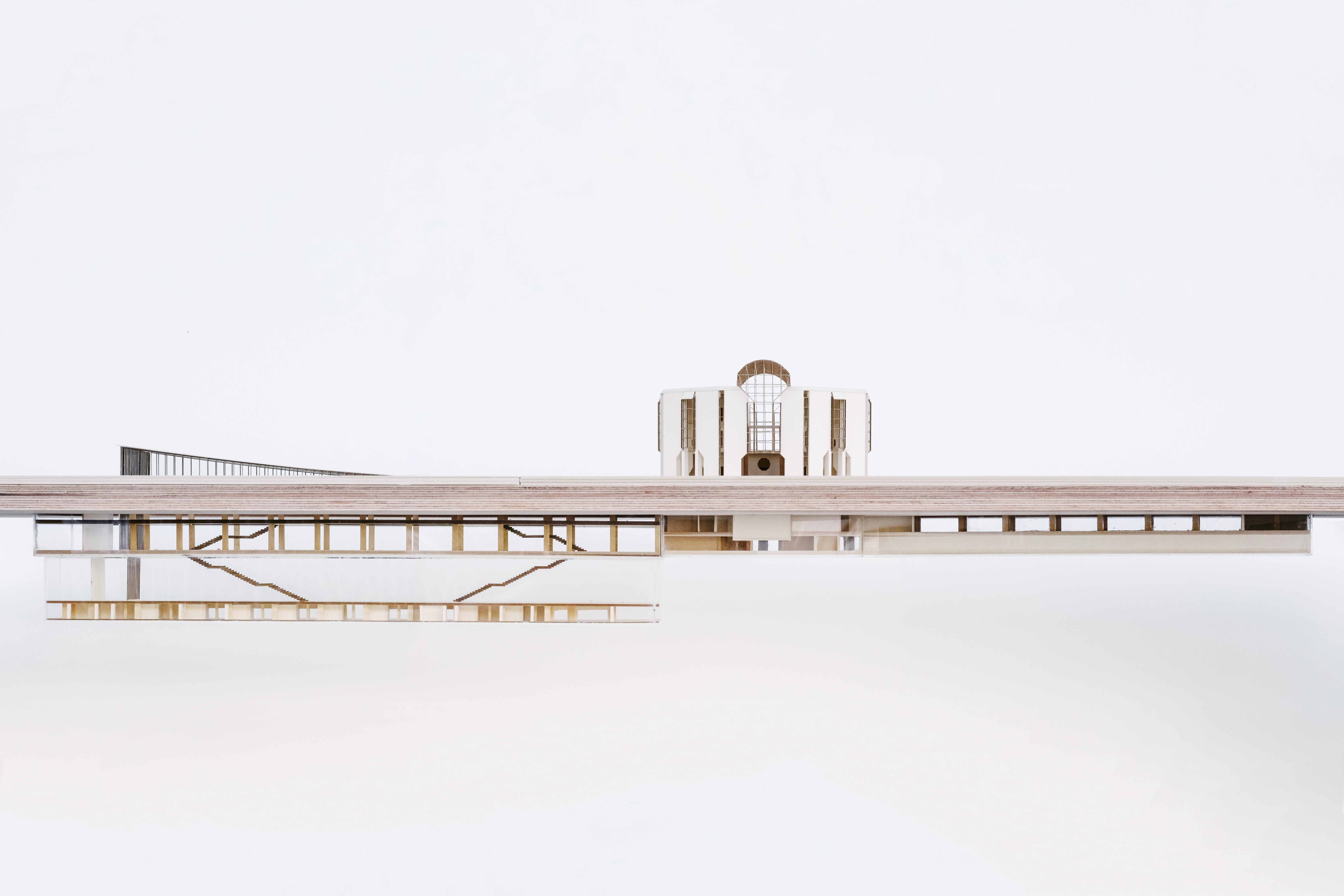
Umbau alter Bowlingtreff mit unterirdischem Umspannwerk zum neuen Museum für Naturkunde und Biodiversität, aktuell © Modell ARGE W&V Architekten, bbz landschaftsarchitekten, Staupendahl & Partner, Foto © Christian Rothe
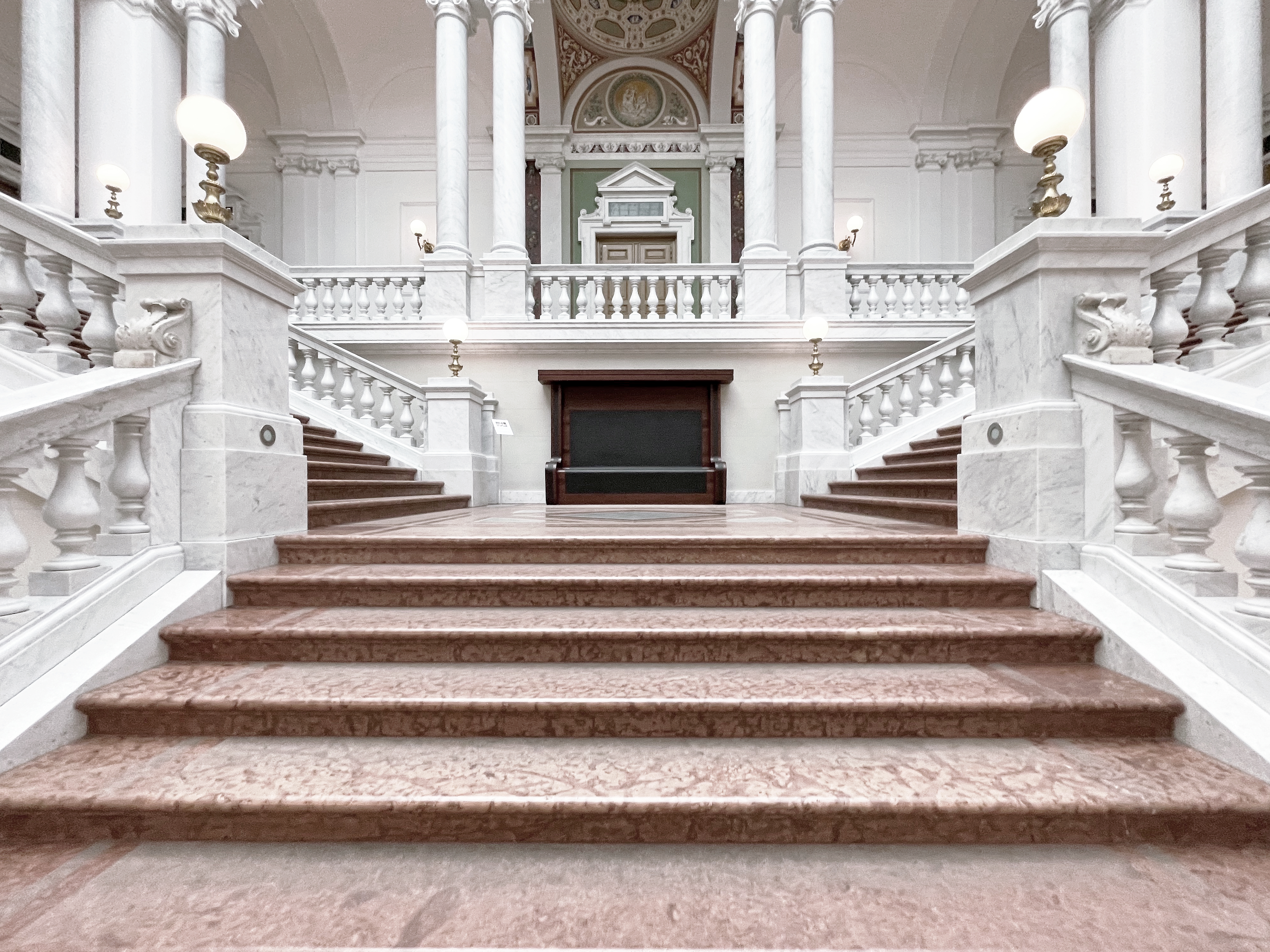
Bibliotheca Albertina, Universitätsbibliothek, Leipzig, 2015–21, Foto © GV
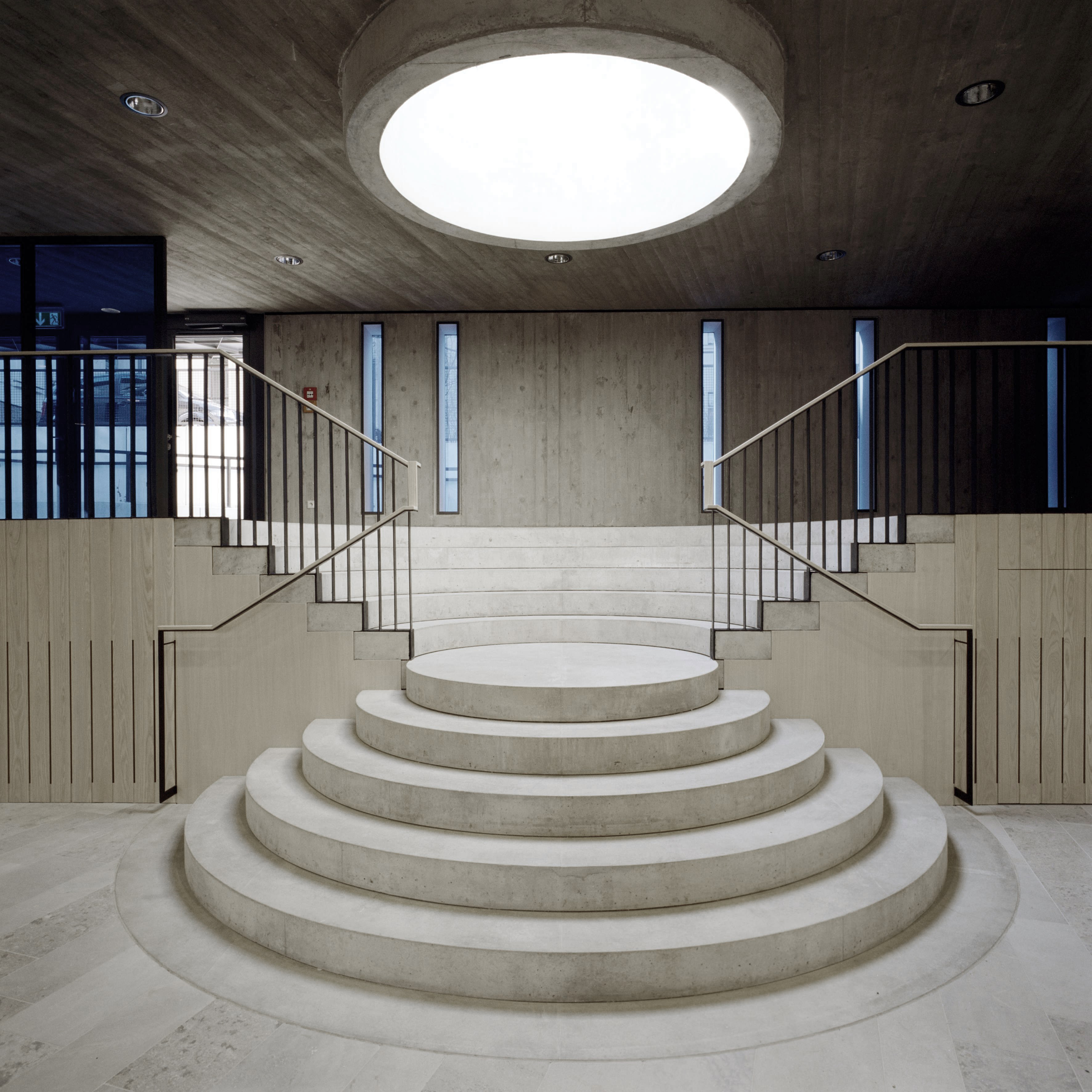
Kulturzentrum der Israelischen Religionsgemeinde Leipzig, 2006–08, Foto © GV